# Haren en Macharen
Haren en Macharen was een gemeente in de provincie Noord-Brabant. De gemeente Haren en Macharen heeft tot 8 november 1820 bestaan en is toen met de toenmalige gemeente Megen opgegaan in de nieuwgevormde gemeente Megen, Haren en Macharen.

## Geografie
De gemeente lag ten noorden van Oss, grenzend aan de rivier de Maas. De gemeente omvatte de plaatsen Haren en Macharen.

## Wapen
De gemeente Haren en Macharen had een wapen, deze werd op 16 juli 1817 door de Hoge Raad van Adel bevestigd aan de gemeente. De beschrijving van het wapen luidt als volgt:
Doorsneden van azuur en goud. Het schild van achteren vergezeld door een ten halve lijve uitkomende bisschop, houdende in zijn linkerhand een staf, in zijn rechter een sleutel, alles van goud.
De heraldische kleuren zijn geel en blauw.